# Cneo Flavio
Cneo o Gneo Flavio (en latín, Gnaeus Flavius) fue un jurista y escritor de la Antigua Roma del cónsul Apio Claudio el Censor, un trabajo de la administración pública con cargo al erario público.

## Biografía
Su posición le permitió obtener un profundo conocimiento del derecho romano, que tradicionalmente había sido prerrogativa de la élite. Se le recuerda en los anales de la jurisprudencia por haber sido el  primero en publicar las fórmulas procesales (legis actiones) recogidas en el “Derecho civil flaviano” o Ius civile Flavianum, que constituyen el primer núcleo del derecho civil romano. Fue muy bien acogido por los plebeyos, que aunque pudieran conocer sus derechos, no podían reclamarlos porque ignoraban las fórmulas para iniciar eficazmente los procesos.
Como resultado de sus altos conocimientos y capacidad, fue elegido edil en 304 a. C., uno de los dos magistrados encargados de la conservación de los edificios públicos, la compra de grano y la regulación de las fiestas, a pesar del hecho de que en esos momentos, los hijos de los libertos eran también considerados como libertini. Su elección sorprendió a la élite gobernante tradicional promulgando un registro de votantes, "reformas" destinadas a reducir el creciente poder de voto de los libertos en Roma.
Como edil, Flavio también presentó en el Foro un calendario de fasti, indicando los días en los que no se podían realizar actos legales, para evitar que el pueblo se viera obligado a solicitar a los sacerdotes el conocerlos.
Durante su período edilicio, asumió la construcción de un santuario dedicado a la Concordia, el Edículo de la Concordia, construido en el Foro Romano, área de Volcani